# Nitigisio
Nitigisio, Nitigesio o Nitigio fue un eclesiástico suevo, obispo católico de Lugo a finales del siglo VI.
Fue nombrado obispo de Lugo con posterioridad al año 561, en el que se celebró el concilio de Braga al que asistió un obispo de nombre desconocido; por aquellas fechas el reino suevo, tras varios años de profesar el arrianismo, practicaba el catolicismo, establecido oficialmente por disposición de los reyes Carriarico o Teodomiro y del obispo Martín de Braga. 
Al igual que todas las del reino suevo, la diócesis lucense fue sufragánea de la de Braga hasta que en el concilio de Lugo celebrado el 569 se determinó que fuese elevada a la categoría de sede metropolitana, teniendo como sufragáneas a Astorga, Britonia, Iria, Orense y Tuy. También consta la asistencia de Nitigisio al concilio bracarense del 572, en que se establecieron varios puntos sobre disciplina eclesiástica.
En el año 585 el rey visigodo Leovigildo conquistó el reino suevo e impuso el arrianismo como religión oficial; Nitigisio fue desterrado y la diócesis, nuevamente dependiente de Braga, fue ocupada por el arriano Becila. Esta nueva situación duró poco, pues al año siguiente Leovigildo murió, y su hijo Recaredo, de confesión católica, convocó en el 589 el III Concilio de Toledo, en el que se restauró el catolicismo en todo el reino. Nitigisio, restituido en su sede, no asistió al concilio, presumiblemente debido a su avanzada edad, aunque estuvo representado en el mismo por el metropolitano de Braga Pantardo. 
Se supone que Becila, que en este mismo concilio abjuró del arrianismo, le sucedió tras su muerte, aunque no hay constancia de ello.